# Michałów-Parcele
Michałów-Parcele is een plaats in het Poolse district  Grójecki, woiwodschap Mazovië. De plaats maakt deel uit van de gemeente Warka en telt 270 inwoners.